# Clariola unicolor
Clariola unicolor är en tvåvingeart som beskrevs av de Meijere 1913. Clariola unicolor ingår i släktet Clariola och familjen rovflugor.
Artens utbredningsområde är Indonesien.